# 馬鳴起
馬鳴起（1583年—？年），字伯龍，號劬思，福建漳州府龍溪縣人，明朝政治人物。

## 生平
萬曆二十八年（1600年）庚子科福建鄉試第三十四名舉人，萬曆三十八年（1610年）庚戌科會試二百十名，三甲第一百八十七名進士。户部观政，授江西浮梁縣知縣，萬曆四十年（1612年）調新建縣，四十三年本省同考，四十四年暂擬兵部主事，候考选。改湖廣道監察御史，天啓二年（1622年）二月管理屯田，三年七月提督顺天等府学政，時保母客氏比魏璫，權傾中外，鳴起抗言六不便，廷杖。六年二月升浙江布政司右参政，分巡温處道，崇禎年間，歷官右都御史，崇禎九年（1636年）晉南冢宰，命下卒，諡忠簡。。

## 家族
曾祖馬璋，祖馬應宿，父馬性愷，贈文林郎；母林氏（贈孺人）。永感下。弟馬鳴踦（庠生）。